# D.J. Watkins-Pitchford
Denys James Watkins-Pitchford född 25 juli 1905, död 8 september 1990, var en brittisk naturalist, barnboksförfattare och illustratör som skrev under pseudonymen "BB".

## Biografi
Watkins-Pitchford föddes i Lamport, Northamptonshire 25 juli 1905 som andra son till Walter Watkins-Pitchford och hans fru, Edith. Hans äldre bror, Engel, dog vid tretton års ålder. Watkins-Pitchford fick sin utbildning i hemmet, medan hans yngre tvilling, Roger, sändes iväg till skola. Han tillbringade en stor del av sin tid för sig själv, vandrande runt på fälten och upptäckte därigenom sin kärlek till naturen, vilken kom att påverka hans författande. Han tyckte om att jaga, fiska och att rita, allt detta kom att starkt påverka hans författande. Vid femton års ålder lämnade han hemmet för att studera vid Northamptons konstskola. Han fick ta emot flera priser under sin tid där, men tyckte illa om det torra, akademiska studiesättet. 
Medan han studerade vid Northampton School of Art, fick han ett resestipendium till Paris. Han arbetade vid en studio i Montparnasse, och deltog i målarlektioner. Hösten 1924 började han vid Royal College of Art i London. 1930 fick han en tjänst vid Rugby School där han kom att vara kvar i sjutton år. Under sin tid vid Rugby School började han att regelbundet bidra med material till Shooting Times och påbörjade sin karriär som författare och illustratör. Han skrev under pseudonymen '"BB"', ett namn taget från storleken på ammunitionen han använde då han sköt gäss, men han behöll sitt riktiga namn som illustratör i alla sina böcker. Senare illustrerade han även böcker för andra författare och sålde sina målningar lokalt.
Watkins-Pitchford gifte sig 1939 och fick två barn, Robin, som dog vid sju års ålder av Brights sjukdom, och Angela. Ännu en tragedi inverkade i hans liv 1974, då hans fru, Cecily, blev sjuk efter att ha arbetat i trädgården samtidigt som en bonde besprutade sina åkrar på andra sidan häcken. Hon dog några veckor senare. Under sent 1980-tal, behövde Watkins-Pitchford regelbunden dialysbehandling. Han dog en plötslig död i september 1990.

## Priser och utmärkelser
- Carnegie Medal 1942 för The little grey men